# Sydney International 2015
Die Sydney International 2015 im Badminton fanden vom 22. bis zum 26. September 2015 in Sydney statt. 

## Sieger und Platzierte
| Disziplin    | Gold                                        | Silber                           | Bronze                             |
| ------------ | ------------------------------------------- | -------------------------------- | ---------------------------------- |
| Herreneinzel | Nguyễn Tiến Minh                            | Zulfadli Zulkiffli               | Yuhan Tan                          |
| Herreneinzel | Nguyễn Tiến Minh                            | Zulfadli Zulkiffli               | Zulhelmi Zulkiffli                 |
| Dameneinzel  | Pornpawee Chochuwong                        | Özge Bayrak                      | Joy Lai                            |
| Dameneinzel  | Pornpawee Chochuwong                        | Özge Bayrak                      | Jamie Subandhi                     |
| Herrendoppel | Jagdish Singh Roni Tan                      | Liu Wei-chen Yang Po-han         | Rizwan Azam Michael Fariman        |
| Herrendoppel | Jagdish Singh Roni Tan                      | Liu Wei-chen Yang Po-han         | Bodin Isara Nipitphon Puangpuapech |
| Damendoppel  | Jongkolphan Kititharakul Rawinda Prajongjai | Setyana Mapasa Gronya Somerville | Erica Khoo Pei Shan Ti Wei Chyi    |
| Damendoppel  | Jongkolphan Kititharakul Rawinda Prajongjai | Setyana Mapasa Gronya Somerville | Eva Lee Paula Obanana              |
| Mixed        | Robin Middleton Leanne Choo                 | Phillip Chew Jamie Subandhi      | Matthew Chau Gronya Somerville     |
| Mixed        | Robin Middleton Leanne Choo                 | Phillip Chew Jamie Subandhi      | Sawan Serasinghe Setyana Mapasa    |